# 殿上人
殿上人指從五位以上的日本古代職官中，被准許在天皇便殿清涼殿昇殿朝謁天皇的一部分人。“官居四位或五位之官员”属片面解释。
至清涼殿朝谒天皇被称作“昇殿”，有此资格的人，绝大部分是官居五位或五位以上之官员。然而六位的藏人及一些因工作必须升殿的侍童等也可受旨而昇殿，被包括在殿上人之中。
從五位(品)這個官位在中國或日本古代，都是一個很重要的官位分水嶺。任官晉升至從五位(品)以上，才算是躋身到高等官僚及上流社會階級。在唐代從五品官員稱「通貴」，正五品以上的官員就稱為「貴人」了。